# Приключения солдата Ивана Чонкина
«Приключения солдата Ивана Чонкина» (2007) — российский восьмисерийный комедийный фильм по роману Владимира Войновича «Жизнь и необычайные приключения солдата Ивана Чонкина».

## Сюжет
1 серия
Лётчик Мелешко во время учений идёт на экстренную посадку в районе деревни Красное. Охранять аварийно севший аэроплан высылают солдата Ивана Чонкина. Он знакомится с деревенскими жителями и почтальоном Нюркой Беляшовой, у которой остаётся жить.
2 серия
Председатель колхоза Красного Голубев узнаёт о красноармейце Чонкине и принимает его за тайного ревизора. Сосед Нюрки Гладышев рассказывает о пуксе — гибриде картошки и помидора. Председатель требует у счетовода поднятия показателей деревни с помощью приписок, а сам готовится понести наказание.
3 серия
Федька, местный враль, рассказывает Чонкину глупую сплетню: «У Нюрки мужика отродясь не бывало… так с Борькой и жила, с кабаном её». Иван приревновал Нюрку и хочет убить кабана, «чтоб и разговоров, значит, таких не было!» Они ссорятся, Иван ночует под аэропланом. Утром Чонкин идёт к соседу Гладышеву, тот поит его самогоном собственного производства, главным сырьём для которого являются… фекалии. От выпитого Ивана сильно стошнило. Прибегает Нюрка и сообщает, что в городе войну объявили.
4 серия
В селе паника. Начинается митинг. Выступают Голубев, счетовод Волков, Килин и передовик сельхозпроизводства Люшка Мякишева, приехавшая к мужу из столицы. Тем временем баба Дуня скупает в сельмаге мыло, соль и спички, мотивируя это такими словами: «Когда такие дела творятся-то!» Кто-то узнаёт об этом, и все краснинцы бегут к магазину.
5 серия
Краснинцы дерутся за мешок бабы Дуни с запасами. Успокаивает всех Жикин, стреляя из винтовки Чонкина. Припасы делят поровну. Гладышеву снится, что лошадь Осавиахим стала человеком, а утром он находит её подкову. Килин и военком отбирают людей в солдаты, тем временем Нюркина корова съедает пукс. К капитану НКВД Миляге приводят еврея, которого принимают за отца товарища Сталина…
6 серия
По документам еврей является Сталиным, но однофамильцем, и Миляга отпускает его, опасаясь проблем. Вскоре к нему приходит анонимка Гладышева, который требует арестовать Чонкина. В Красное выезжает группа НКВД лейтенанта Филиппидзе. Голубев пытается скрыться в правлении, будучи уверенным, что «это за ним». Его запугивает опергруппа, но сама вместе с позже выехавшим за ней Милягой попадает в руки Чонкина.
7 серия
Опергруппа съедает всю Нюркину еду. Чонкин идёт к Голубеву, и тот, будучи в состоянии алкогольного опьянения, соглашается выделить НКВДшникам фронт работ, оформив их как оказывающих шефскую помощь. Показатели деревенского колхоза увеличиваются. Секретарь райкома Ревкин звонит в Красное, чтобы узнать, где находятся сотрудники НКВД. Из-за плохой связи Ревкин всё путает и докладывает генералу Дрынову, что опергруппа попала в лапы «банды» Чонкина. Миляга убегает от Чонкина, но попадает к вошедшим в село красноармейцам.
8 серия
Дрынов и Ревкин выезжают в штаб красноармейцев, где узнают о поимке Миляги, которого сочли за «языка». Лейтенант Букашев допрашивает Милягу на ломаном немецком языке, а Миляга, полагая, что он находится в руках у немцев, выдает себя за «штандартенфюрера Миллега». Милягу расстреливают.
В это время полк идёт в атаку на Нюркин дом, по ошибке надев зимние маскхалаты. Чонкин сперва из винтовки, а затем — из самолётного пулемёта отбивает нападение «вражеских войск», но в действие вводится артиллелия: два выстрела (из наличных трёх снарядов) из «сорокапятки» прямым попаданием разрушают сортир Гладышева и часть дома Нюры. Чонкин оглушён. Приближается генерал, и пришедший в себя Чонкин тут же узнаёт его и начинает оправдываться. Приводят арестованных «бандой Чонкина» НКВДшников. Генерал, выслушав Чонкина и уточнив обстоятельства, даёт тому поощрение в виде месячного отпуска, приказывает выдать ему дополнительное довольствие и обмундирование для продолжения несения службы у самолёта. Возмущённый Филиппидзе достаёт и показывает приказ о «задержании дезертира Ивана…» (в котором казённая печать пробита пулей), но генерал, здраво рассудив, что Иванов много и всех арестовать нельзя, и что «на нет и суда нет» — игнорирует его.

## В ролях
| Актёр                  | Роль                                    |
| ---------------------- | --------------------------------------- |
| Анатолий Гущин         | Иван Чонкин                             |
| Александра Бледная     | Нюра                                    |
| Ольга Прокофьева       | секретарша в НКВД Капитолина Бабарыкина |
| Алексей Кирющенко      | капитан Афанасий Петрович Миляга        |
| Алексей Булдаков       | генерал Дрынов                          |
| Андрей Бутин           | секретарь райкома Ревкин                |
| Михаил Полицеймако     | лейтенант Филипидзе                     |
| Дмитрий Персин         | НКВДшник Клим Свинцов                   |
| Ирина Чериченко        | Аглая                                   |
| Мария Аронова          | Люшка Мякишева                          |
| Андрей Батуханов       | Егор Мякишев                            |
| Олег Акулич            | подполковник Лапшин                     |
| Евгений Воскресенский  | счетовод Волков                         |
| Александр Васютинский  | парторг Килин                           |
| Борис Каморзин         | председатель колхоза Голубев            |
| Татьяна Кравченко      | Раиса                                   |
| Роман Крюков           | Жлобов                                  |
| Андрей Носков          | лейтенант Мелешко                       |
| Анна Якунина           | Афродита                                |
| Александр Демидов      | Плечевой                                |
| Виктор Супрун          | Талдыкин                                |
| Ольга Бабич            | Талдыкина                               |
| Анатолий Бледный       | военком                                 |
| Илья Бледный           | младший лейтенант Букашёв               |
| Александр Вилков       | Луков                                   |
| Петр Складчиков        | Жикин                                   |
| Елена Торшина          | Курзова                                 |
| Николай Сморчков       | Шапкин                                  |
| Георгий Новокрещенов   | дирижёр                                 |
| Игорь Бушмелев         | ефрейтор Филюков бригадир Шикалов       |
| Татьяна Жукова-Киртбая | баба Дуня                               |
| Гарик Харламов         | парень на коне Лёха Жаров               |
| Александр Карпов       | селекционер-лысенковец Гладышев         |
| Геннадий Хазанов       | Моисей Соломонович Сталин               |

## Озвучивание
- Леонид Куравлёв — голос за кадром

## Съёмочная группа
- Режиссёр: Алексей Кирющенко
- Оператор: Руслан Герасименков
- Художник: Стэлла Дененмарк
- Производство: ООО «Элефант»
- Год выпуска: 2007
- Премьера: 23 декабря 2007 года
- Серий: 8